# Сан-Андрес-дель-Рабанедо
Сан-Андрес-дель-Рабанедо (ісп. San Andrés del Rabanedo) — муніципалітет в Іспанії, у складі автономної спільноти Кастилія-і-Леон, у провінції Леон. Населення — 31 306 осіб (2010).
Муніципалітет розташований на відстані близько 290 км на північний захід від Мадрида, 4 км на захід від Леона.
На території муніципалітету розташовані такі населені пункти: (дані про населення за 2010 рік)
- Барріо-де-Пінілья: 3453 особи
- Ферраль-дель-Бернесга: 589 осіб
- Сан-Андрес-дель-Рабанедо: 4405 осіб
- Вільябальтер: 1628 осіб
- Тробахо-дель-Каміно: 21231 особа

## Демографія
Динаміка населення (INE ):

## Галерея зображень

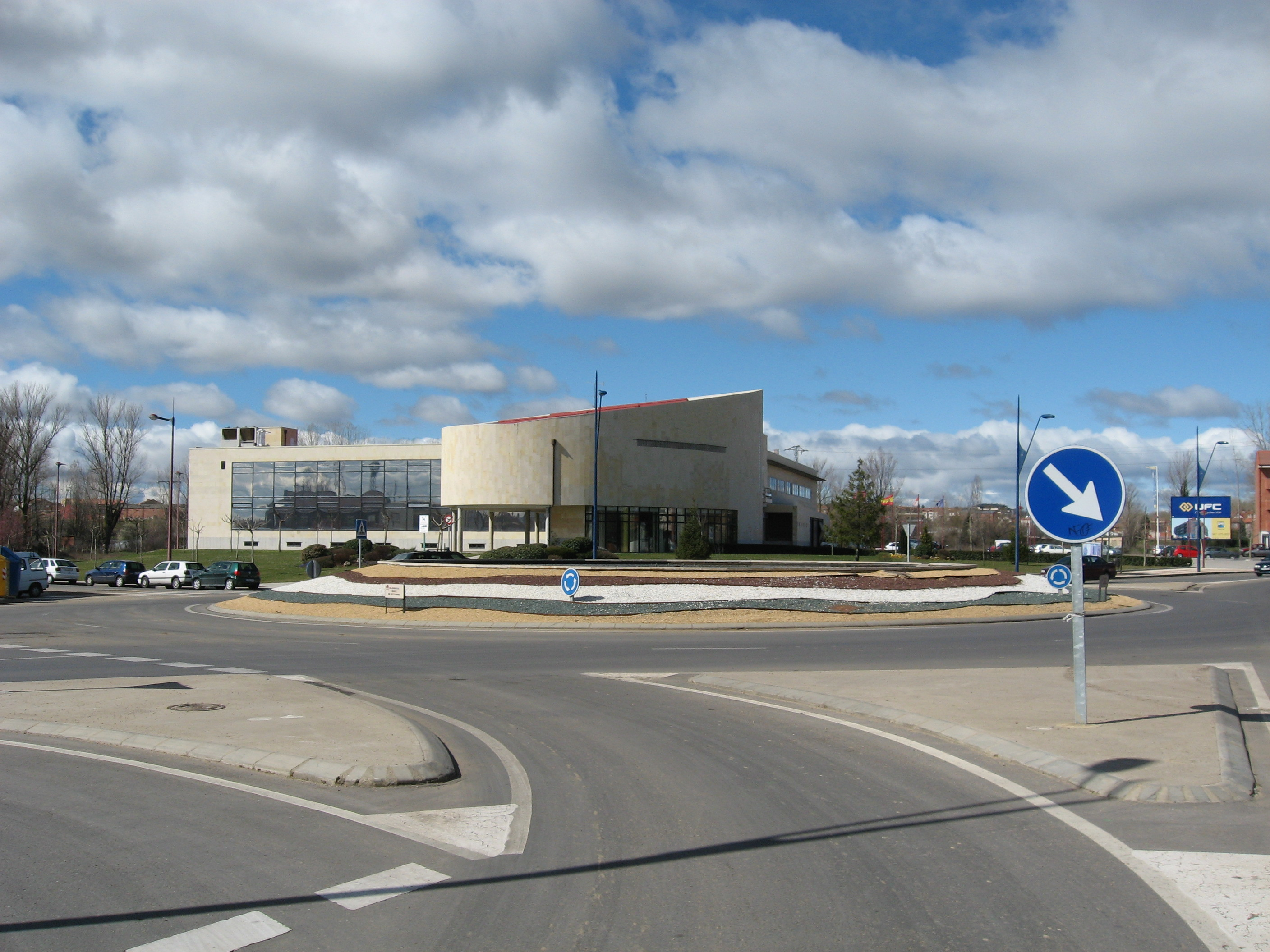
Муніципальна рада